# South Dakotas flagga
South Dakotas flagga antogs 1909, men då med olika sidor. 1963 fick flaggan två lika sidor. South Dakota blev amerikansk delstat 1889. och statens sigill från detta år syns i mitten.